# Joann (Renneteau)
Joann metropolita (franciául: Métropolite Jean, oroszul: Митрополит Иоанн, világi nevén Jean-Pierre Renneteau; Bordeaux, 1942. november 13. –) a Konstantinápolyi ortodox egyház püspöke, Nyugat-Európai Orthodox Orosz Egyházközségek Érseksége élén állt.

## Élete
A párizsi Szent Szergij Ortodox Teológiai Intézetben végzett, majd Szofronij (Szaharov) archimandrita tanítványa volt.
1974-ben Georgij (Taraszov) szirakuzai érsek pappá szentelte és hamarosan az Egyetemes Patriarchátus Svájci Egyházmegyéjében, a Genf melletti Chambésy francia anyanyelvű egyházközségének papja lett. Hosszú évekig vezette a France 2 televízió „Orthodoxie” című műsorát.
2011. április 4-én megválasztották a Svájci Orthodox Püspöki Gyűlés titkárává.
2015. február 5-én a Konstantinápolyi Patriarchátus Szent Szinódusa charioupoliszi címmel a Nyugat-Európai Orosz Exarchátus segédpüspökévé választotta. Akkor a döntés az Érsekség Szabályzatának megkerülésével történt, amely megköveteli, hogy az egyházmegye vikárius püspökét az Érsekség Közgyűlése válassza meg.
Daniil Sztruve véleménye szerint: „Az újonnan megválasztott Joann püspök az egyik legidősebb klerikus, aki a francia orthodoxia mozgalmával kapcsolatban állt és a Konstantinápolyi Egyház Szinódusa által történt kinevezése megkésett elismerése a kezdetben a múlt század 20-as éveinek elején az orosz emigránsok pasztorálására létrehozott Orosz Exarchátus helyi meggyökerezettségének. Ez a Konstantinápolyi Szinódus részéről történt kinevezés az Orosz Exarchátus támogatásának jele, melynek létjogosultságátét Emmanuil metropolita helytartóságának zavaros hónapjaiban megkérdőjelezték”.
Joann püspök beiktatása 2015. március 3-án történt a konstantinápolyi Szent György székesegyházban. A szertartást I. Bartholomaiosz konstantinápolyi pátriárka végezte. A szentelés 2015. március 15-én történt a chambésy Szent Pál templomban.
Az Egyetemes Patriarchátus Szent Szinódusa 2015. november 28-án Joann püspököt a Nyugat-Európai Orthodox Orosz Egyházközségek Érseksége érseki helytartójává nevezte ki, miután felmentette tisztségéből Jov (Getcha) érseket. Az Érsekség Tanácsa 2016. március 1-i ülésén Porfyriosz (Plant) atyával együtt érsekjelöltnek választotta.
2016. március 28-án Az Egyetemes Patriarchátus Nyugat-Európai Orthodox Orosz Egyházközségek Érseksége Rendkívüli Közgyűlése Joann (Renneteau) charioupoliszi püspököt választotta meg új érsekévé. A Nyugat-Európai Orosz Exarchátus Rendkívüli Egyházmegyei Gyűlésén a 182 szavazó közül 173 szavazott. Jean érsek 150 szavazatot kapott.
2018. november 27-én az Egyetemes Patriarchátus döntést hozott arról, hogy visszavonja az 1999. június 19-i Patriarchai és Szinodális Tomoszt, amely Exarchátus státuszát adta az Érsekségnek.
A Nyugat-európai Orthodox Orosz Egyházközségek Érseksége szeptember 7-i általános gyűlésén szavazást tartott a Moszkvai Patriarchátushoz való csatlakozásról, de azt nem szavazta meg a szükséges 2/3-os többség. Ezután Joann (Renneteau) érsek bejelentette, hogy személyesen a Moszkvai Patriarchátushoz csatlakozik, és erre hívta fel a vele egyetértő papokat és egyházközségeket.